# Blauer
Blauer è un singolo del rapper italiano Paky, pubblicato il 28 gennaio 2022 come primo estratto dal suo primo album in studio Salvatore.

## Descrizione
Il singolo, prodotto da Kermit e Drillionaire, pubblicato come primo estratto dall'album in studio Salvatore, si presenta come un brano di forte impatto e presenta l'animo più crudo e provocatorio del rapper.

## Tracce
1. Blauer – 2:56